# Heteropogon maculinervis
Heteropogon maculinervis là một loài ruồi trong họ Asilidae. Heteropogon maculinervis được James miêu tả năm 1937. Loài này phân bố ở vùng Tân Bắc giới.